# Bruciante segreto (film)
Bruciante segreto (Burning Secret) è un film del 1988 diretto da Andrew Birkin, tratto dal racconto breve Brennendes Geheimnis, di Stefan Zweig, già portato sullo schermo da Rochus Gliese (Das brennende Geheimnis) e da Robert Siodmak (col titolo Segreto ardente). Il film è stato presentato in concorso alla 45ª Mostra internazionale d'arte cinematografica di Venezia.